# Estação Cour Saint-Émilion
Cour Saint-Émilion é uma estação da linha 14 do Metrô de Paris, localizada no 12.º arrondissement de Paris.

## Localização
A estação se situa ao sul do Parc de Bercy nas proximidades do cruzamento subterrâneo do Sena.

## História
A estação foi aberta em 15 de outubro de 1998 na abertura da linha 14. Ela deriva seu nome da cour Saint-Émilion nas proximidades. Saint-Émilion é o nome de uma denominação de origem controlada dos vinhos da região de Bordeaux. A estação está localizada na antiga estação de carga de Bercy, na parte em que foi utilizada por trens trazendo os vinhos do sul da França.
Inicialmente, a estação deveria se chamar "Dijon", e depois foi decidido de a nomear "Pommard – Saint-Emilion", em referência à rue de Pommard e à cour Saint-Emilion próximas. Assim, nenhum dos dois grandes vinhedos franceses teriam vantagens em relação ao outro, evitando uma polêmica na legendária rivalidade entre o vinho da Borgonha e o vinho de Bordeaux. Finalmente, para simplificar tudo, o único nome de "Cour Saint-Émilion" foi escolhido.
Em 2011, 5 550 822 passageiros entraram nesta estação. Ela viu entrar 5 857 110 passageiros em 2013, o que a coloca na 63ª posição das estações de metrô por sua frequência.
Na sua abertura, a estação teve um único acesso situado na entrada de Bercy Village (atual acesso n°1). Em outubro de 2014, as instalações foram lançadas no âmbito da extensão da linha 14 e da extensão dos trens para oito carros. Assim, uma saída adicional, composta de uma escada fixa e de uma escada rolante, foi construído ao sul da estação para levar para a rue François-Truffaut. Além disso, a sala de bilhetes, que leva ao acesso existentes, foi recompensada com uma nova escada, onde a saída é situada na rue de l'Ambroisie, face ao elevador existente. Em 27 de novembro de 2017, as obras foram finalmente concluídas.

## Serviços aos Passageiros

### Acessos

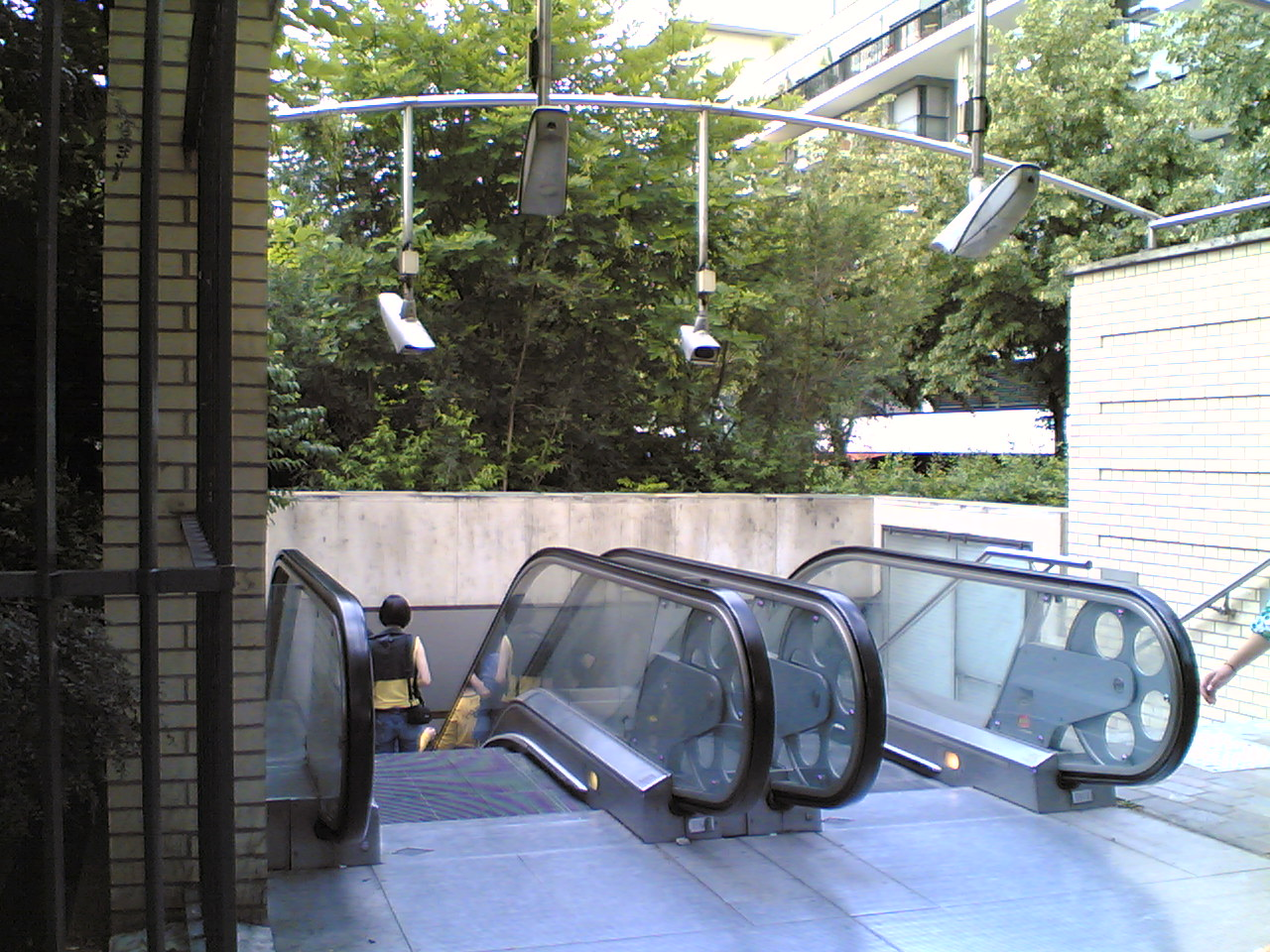
O acesso n°1

A estação possui três acesso: o acesso n°1, chamado "Passage Saint-Émilion Bercy Village", é equipado com duas escadas rolantes (uma para subida e outra para descida), um elevador e uma escada fixa; o acesso n°2, chamado "Rue de l’Ambroisie", leva, por uma escada fixa, para a referida rua (entre o elevador e as escadas da saída n°1); finalmente, a saída n°3, denominada "Rue François Truffaut", leva para uma escada fixa e uma escada rolante na rua acima citada.

### Plataformas
A arquitetura da estação segue os princípios definidos por Bernard Kohn para toda a linha 14 desde 1991. A estação está portanto conforme as outras estações da linha tanto pela escolha dos materiais (abóbadas em concreto claro, madeira nos tetos, etc.) quanto pela iluminação e a altura do teto e das plataformas mais largas do que a média do metrô parisiense.

### Intermodalidade
Apesar de necessitar de um pequeno percurso a pé (a cerca de 250 metros), a estação está em correspondência com as linhas 24, 109 e 111 da rede de ônibus RATP na parada Terroirs de France ao sudeste. Além disso, a parada Dijon - Lachambeaudie da linha de ônibus RATP 64 se encontra a cerca de 350 metros ao norte.

## Pontos turísticos
- A entrada da estação leva a Bercy Village, um complexo comercial instalado nos antigos armazéns de vinho de Bercy.
- O Parc de Bercy
- O Musée des Arts forains

Galeria de fotografias
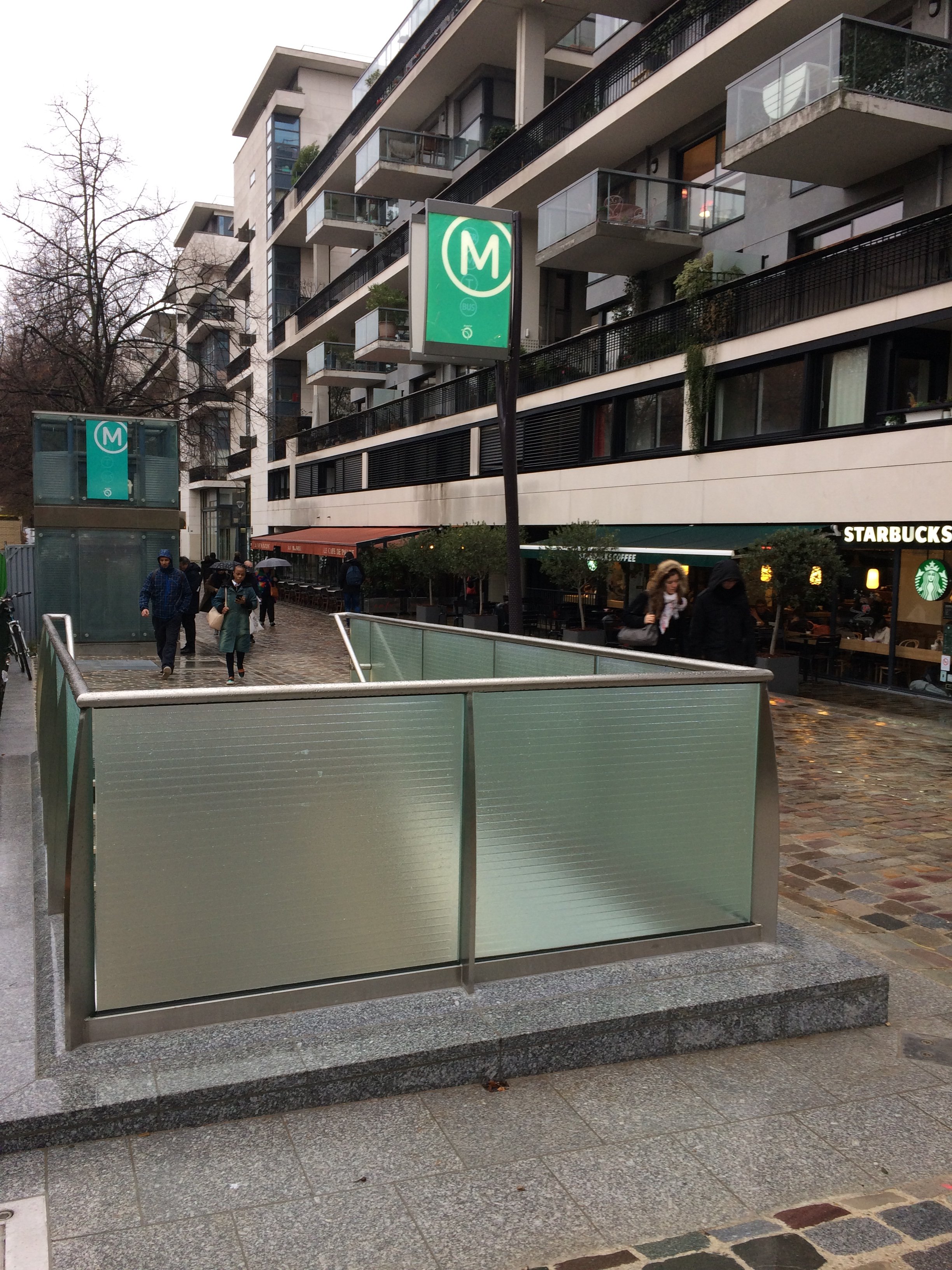
O acesso n° 2.
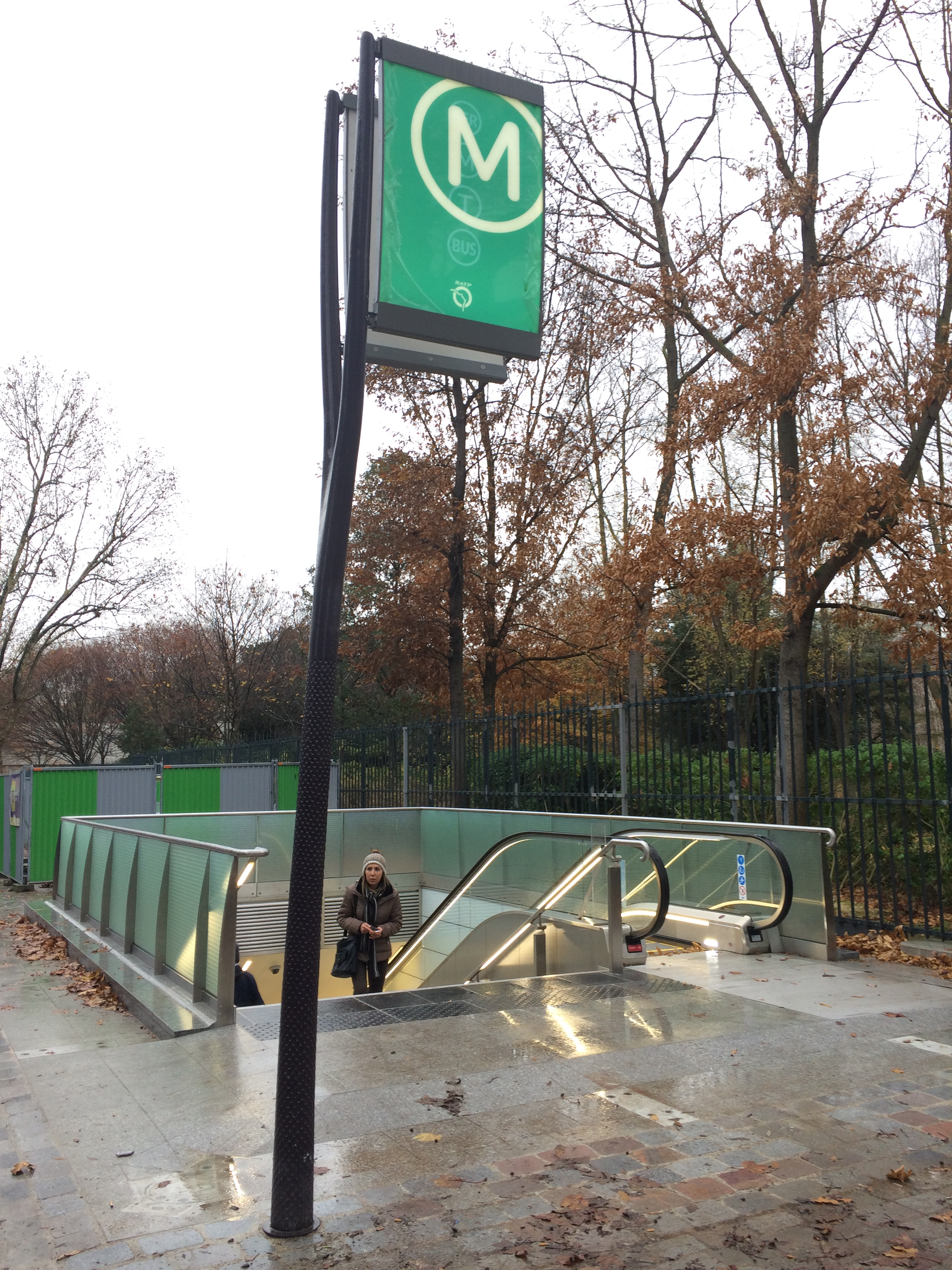
O acesso n° 3.
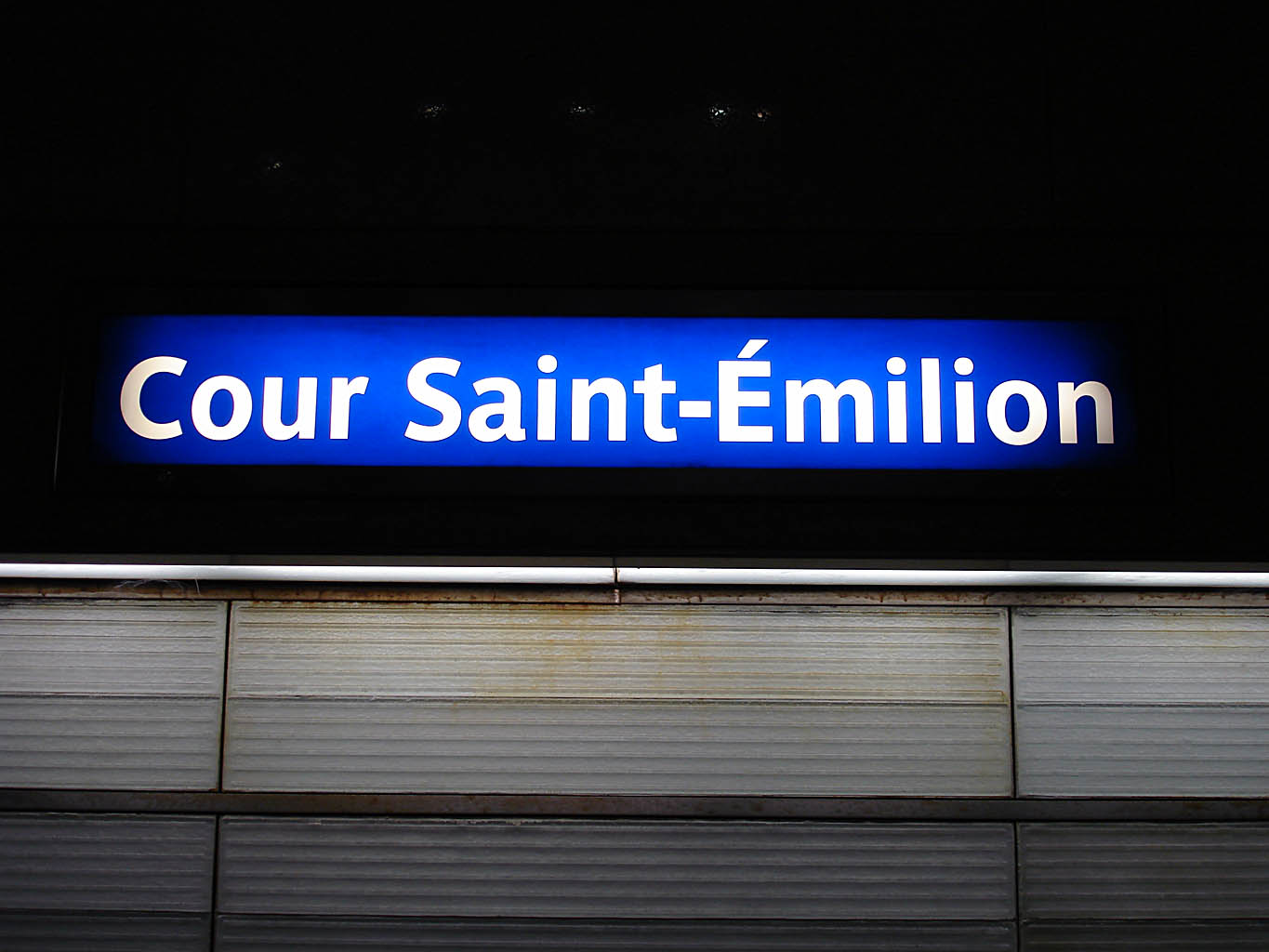
Painel da plataforma.